# Extreme Cold Vapor Barrier Boots

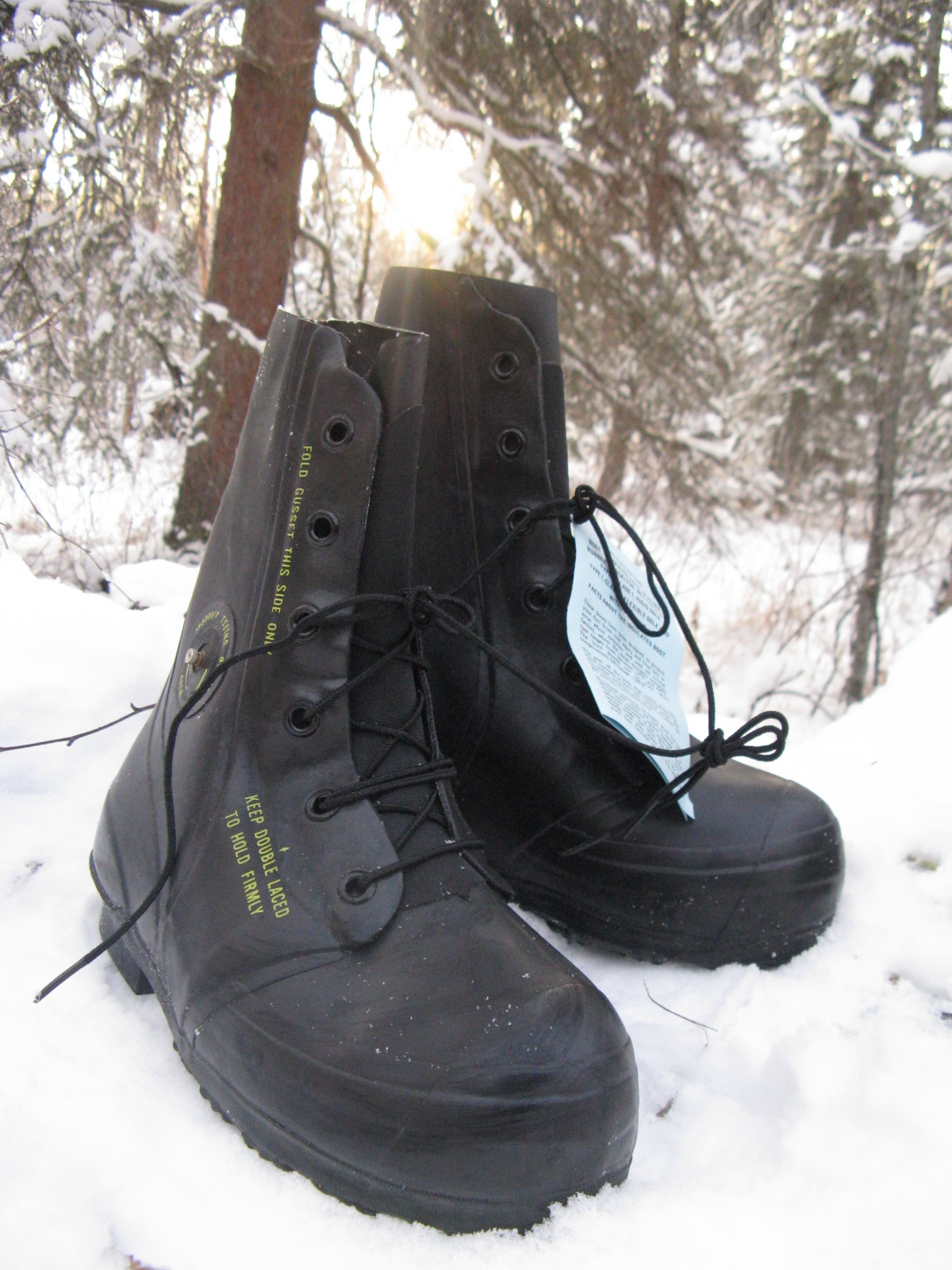
„Mickey Mouse” Boots

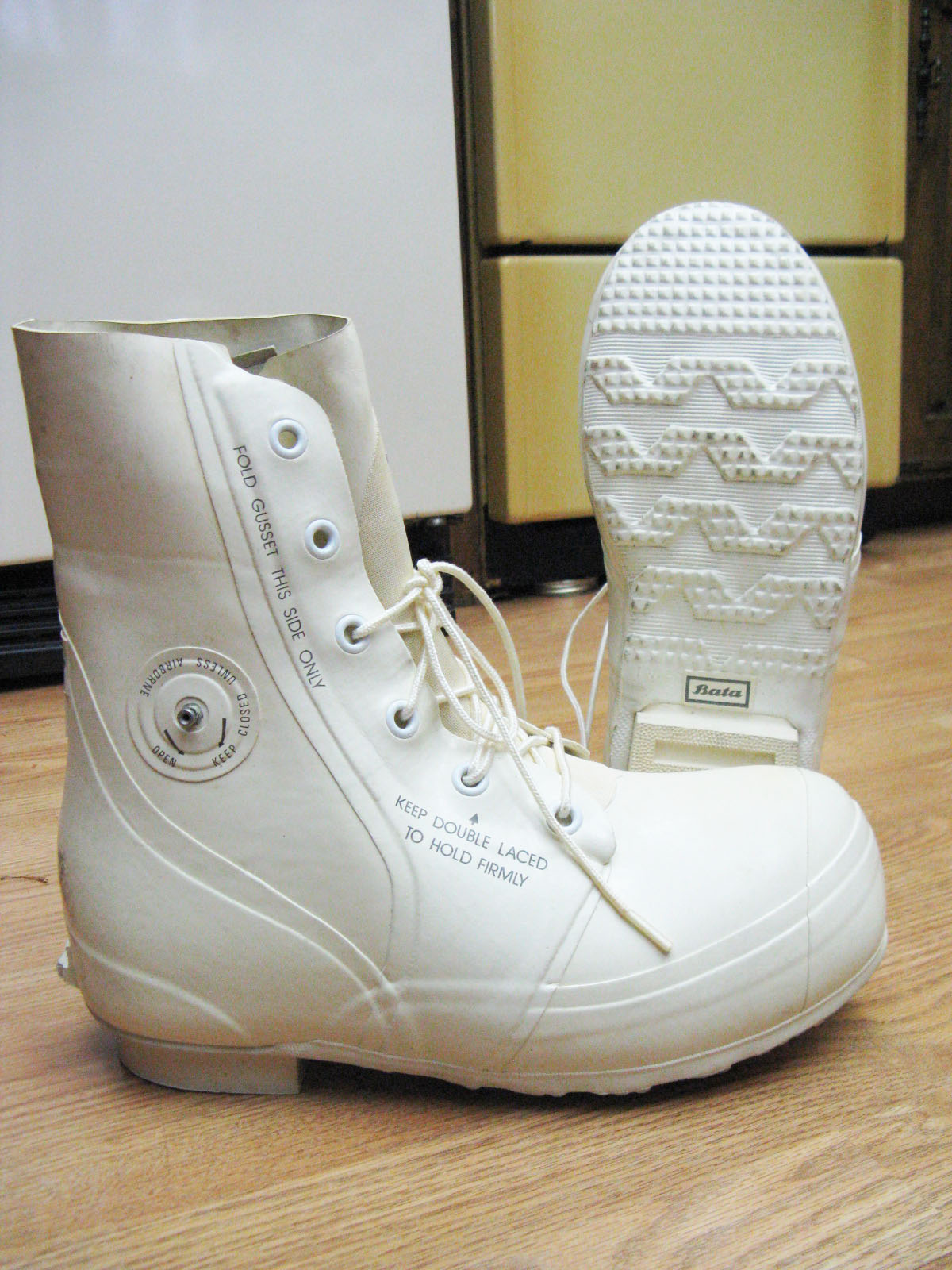
„Bunny” Boots

Extreme Cold Vapor Barrier Boots – ekstremalne obuwie zimowe Sił Zbrojnych USA. Wprowadzone do użytku w początkach lat 50, użytkowane do dziś. Buty są użytkowane zarówno przez Marines, jak i US Army.
Nowe obuwie wprowadzono w czasie wojny w Korei. Zastąpiło ono starsze, drugowojenne obuwie zimowe – Shoepacs. Extreme Cold Vapor Barrier Boots wykonane są z dwóch warstw czarnej gumy, izolację stanowi warstwa wełny oraz powietrze pod ciśnieniem. Buty wykonane w ten sposób zapobiegają utratom ciepła, chroniąc użytkownika przed odmrożeniami do ok. –29 °C (wersja pierwsza). W roku 1960 dodano zawór pomagający kontrolować zmiany ciśnień powietrza w warstwie izolacyjnej. Ze względu na oryginalny wygląd buty popularnie nazywane były „Mickey Mouse” Boots.
Oprócz wersji pierwszej (czarnej) wprowadzono też wersję drugą z gumy w kolorze białym. Druga wersja miała dodatkową izolację i zapewniała ochronę do ok. –54 °C. Białe buty dla odmiany popularnie nazywano „Bunny” Boot.
Z uwagi na brak oddychalności w takich butach dochodziło do powstawania odmrożeń uprzednio spoconych stóp. Użytkowanie takich butów wymagało więc częstych zmian skarpetek i niezbyt dużej aktywności fizycznej podczas ich noszenia. Kolejną wadą jest duża waga: ok. 2,5 kg za parę (czarne) i ok. 3 kg (białe).